# Pinamonte da Brembate
Pinamonte Brembati, conosciuto come Pinamonte da Brembate (Bergamo, 1200 – Bergamo, 1266), è stato un religioso italiano.

## Biografia
Nato nell'agiata famiglia dei Brembati originaria del paese di Brembate di Sopra, venne indirizzato dai genitori agli studi ecclesiastici, tanto che all'età di 18 anni venne ammesso all'Ordine dei frati predicatori direttamente da san Domenico a Bologna.
A Bergamo fu nominato priore della chiesa di Santo Stefano, e nel 1253 fondò con alcuni laici la Militia Sancte Crucis, associazione che si impegnava a contrastare gli eretici.
Qui abbandonò il suo nome anagrafico, Pinamonte Pellegrini o Peregrini, assumendo quello di Pinamonte da Brembate, anche se in alcuni documenti è identificato come Pinamonte Brembati, in onore del paese di cui il suo casato era originario.
Nel corso degli anni si distinse per l'attività di predicatore, la cui sua fama varcò anche i confini della provincia orobica.
La notorietà e l'autorità acquisita gli permisero di essere incaricato a dirigere l'organo dell'Inquisizione, appena insediato nella città di Bergamo, fu ispiratore e promotore, scrivendone lo statuto, della confraternita laica Societas militiae sancta e Crucis che era di supporto all'inquizione nella ricerca di cittadini allontanati dalla chiesa 
In tale attività si adoperò molto
Le sanzioni amministrative imposte agli eretici, unite alle donazioni e ai proventi dell'elemosina, gli permisero di fondare il convento di Santo Stefano, successivamente distrutto nel 1561 per permettere la costruzione delle mura veneziane.
Tuttavia l'opera per la quale passò alla storia fu la fondazione dell'ente denominato "Opera Pia Misericordia Maggiore" (MIA).
Pinamonte decise difatti, unitamente al vescovo Algisio da Rosciate prima, successivamente dal vescovo Erbordo e ad alcuni laici del capoluogo, di farsi carico della situazione di numerosi poveri della città di Bergamo, destinando loro, tramite questa istituzione caritativa, i proventi della riscossione delle imposte dell'inquisizione e delle donazioni ricevute .
La data di fondazione risale al 1265, e venne accompagnata dalla redazione di dieci capitoli, detti Regula del pio consorzio, dettati direttamente da Pinamonte e ora conservati presso la biblioteca civica di città alta.
L'ordinamento prevedeva che i soci raccogliessero i fondi e li consegnassero a quattro incaricati, detti canevari, che avrebbero provveduto a farli giungere a destinazione.
I destinatari di tale istituzione erano tutti coloro che versavano i gravi condizioni economiche: emarginati, vedove, orfani, malati e infermi, che ricevettero aiuti volti alla loro sussistenza, ma anche attenzioni morali.
Con il passare degli anni la Misericordia Maggiore acquisì notevole importanza, giungendo anche a soddisfare i bisogni di ben ventimila persone durante le ondate epidemiche o di carestia.
A partire dal 1449 l'ente ricevette inoltre l'incarico, da parte del comune, di curare e gestire la Basilica di Santa Maria Maggiore, mansione tuttora svolta.
Il monaco scrisse il Legendario, probabilmente nel 1254, un documento di riproduzione e copiatura di antichi documenti, perfettamente conservato nel monastero di Santa Grata in via Arena, che racconta la vite Sancte Grate (vita di santa Grata) e di altri santi. Il monastero conserva un dipinto dove il Pinamonte è dedicato a scrivere il testo accanto alla badessa Grazia d'Arzago.

## Culto
Dopo la morte, avvenuta nel 1266, Pinamonte venne beatificato dalla Chiesa cattolica. I suoi resti sono conservati in un'urna nel convento di Santo Stefano.
Quando questo venne demolito nel 1561, le sue reliquie passarono nella chiesa di San Bartolomeo, sempre nel capoluogo orobico.
La città in cui visse volle ricordarlo dedicandogli una via nel centro della città bassa.